# Suisse aux Jeux olympiques d'été de 1964
La Suisse participe aux Jeux olympiques d'été de 1964 à Tokyo, au Japon. Elle y remporte quatre médailles : une d'or, deux d'argent et une de bronze, se classant à la 22e place au tableau des médailles. L'athlète Peter Laeng est le porte-drapeau d'une délégation suisse comptant 66 sportifs (65 hommes et 1 femme).

## Médailles
| Médaille                            | Nom                                                 | Sport      | Compétition         |
| ----------------------------------- | --------------------------------------------------- | ---------- | ------------------- |
| Médaille d'or, Jeux olympiques      | Henri Chammartin                                    | Équitation | Dressage individuel |
| Médaille d'argent, Jeux olympiques  | Henri Chammartin Gustav Fischer Marianne Gossweiler | Équitation | Dressage par équipe |
| Médaille d'argent, Jeux olympiques  | Eric Hänni                                          | Judo       | Moins de 68 kilos   |
| Médaille de bronze, Jeux olympiques | Gottfried Kottmann                                  | Aviron     | Skiff               |